# Leonard Lake
Leonard Lake (29. oktober 1945 – 6. juni 1985) var en amerikansk seriemorder. De forbrydelser, han begik sammen med Charles Ng kom for dagens lys, da Lake begik selvmord ved at tage en cyanid-pille, kort tid efter at være blevet arresteret for at bære et skydevåben.

## Barndom og liv
Lake blev født i San Francisco, Californien. Da Lake var 6 år, blev han og hans søskende sendt til deres bedsteforældre for at bo, efter deres forældre var blevet skilt. Han var et klogt barn, men havde en besættelse af pornografi, der stammede fra at tage nøgen billeder af hans søstre, tilsyneladende med støtte fra sin bedstemor. Det blev også påstået, at Lake afpresset seksuelle ydelser fra hans søstre.
I 1965 i en alder af 19 år, sluttede Lake sig til det amerikanske marinekorps og gjorte tjeneste i Vietnamkrigen, som en radaroperatør. Diagnosticeret med Skizoid, fik Lake en medicinsk afgang i 1971 og undergik psykoterapi. Tilbage i det civile liv boede han i San Jose, Californien, og gik kort på San Jose State University, men han droppede ud efter et semester. Det menes, at han tilsluttede sig en gruppe hippier i begyndelsen af 1970'erne og bosatte sig med dem i en hippie”kommune”. I 1975 blev Lake gift, men ægteskabet opløses hurtigt, fordi hans kone fandt ud af, at han spillede hovedrollerne i  pornografiske amatørfilm, der sædvanligvis indeholdt bondage eller sadomasochisme.
I 1980 blev Lake løsladt fra fængslet og givet et års prøvetid for biltyveri. Han giftede sig igen i 1981 med Claralyn Balasz, en kvinde han havde mødt mens han arbejdede på en renæssancemesse i 1977. Men Balasz forlod ham snart, efter at hun blev træt af sin mands mere uberegnelig adfærd, og hans insisteren på, at hun skulle være stjerne i pornografiske film. Lake blev arresteret i 1982 for en skydevåbenovertrædelse, men han betalte kaution og flyttede ind i en afsidesliggende ranch i Wilseyville, Calaveras County, som ejes af hans ekskone Balasz. I 1982 mødte Lake en mand fra Hongkong ved navn Charles Ng og de to begyndte et venskab. Lake og Ng tog ophold på Lakes fjerntliggende ranch i Wilseyville, hvor de begyndte at bortføre, torturere, voldtage og dræbe folk. De fleste af Lake og Ngs ofre var folk, der kendte dem.

## Opdagelsen
Den 2. juni 1985, identificerede en asiatisk-amerikansk mand senere Charles Ng, som blev set begå butikstyveri i South San Francisco. Han flygtede fra stedet inden politiet ankom. Lake, som var med ham, blev anholdt, da hans bil blev undersøgt og man fandt man en pistol og ulovligt udstyret med en lyddæmper.
Han identificerede sig selv som Robin Stapley og havde et kørekort i dette navn. Politiet blev mistænksom, fordi ifølge kørekort, var Robin Stapley 26 år, mens den mand, de havde i forvaring var klart i hans sene 30'erne. Mens Lake bliver interviewet på politistationen, bad Lake om et glas vand, og brugte dette til at sluge en cyanidpille skjult i knaphullet på hans skjorte. Han brød sammen og blev hastet til et hospital, hvor han gik i koma, og lå i respirator i fire dage, inden han blev erklæret død.
På det tidspunkt havde politiet bekræftede den sande identitet af deres mistænke som Leonard Lake. Desuden havde den mand, hvis identitet Lake havde taget, Robin Stapley, været forsvundet i flere uger. Lakes bil blev anset for at tilhøre Paul Cosner, 39, som var forsvundet otte måneder tidligere i november 1984.
Politiet undersøgte Lakes ranch i Wilseyville. Det var klart at Lake var en Survivalist, da hans ranch udstyret med en bunker og et lager af våben. I en dagbog, som Lake havde skrevet om, hvordan han var overbevist om, at der skulle være en global atomkrig, og han planlagt at overleve i sin bunker og genopbygge den menneskelige race med en samling af kvindelige slaver (han kaldte planen "Operation Miranda" efter en karakter i bogen The Collector af John Fowles). Politiet fandt også videoer, der viser Lake og Ng torturere og voldtage kvinder.
Grunden på ranchen blev gravet op og 12 lig blev afdækket i grave. Blandt ofrene var to familier: Harvey Dubs og hans kone, Deborah, og deres lille søn, Sean, og Lonnie Bond og Brenda O'Conner og deres lille søn, Lonnie Bond Jr. Kvinderne var blevet seksuelt misbrugt og dræbt, efter deres mænd og spædbørn var blevet bortskaffet. Fem af ligene, der var af mænd lokket til ranchen for at blive plyndret og dræbt – herunder Robin Stapley og Paul Cosner – og den 12. blev identificeret som 18-årige Kathleen Allen, som kendte Ng, fordi hendes kæreste engang havde været hans cellekammerat i fængsel. Politiet fandt også forkullede fragmenter af menneskelige knogler (over 45 pund i alt), men de var ikke i stand til at fastslå identiteten på ofrene eller deres antal. Det har været postuleret at antallet af ukendte myrdede personer kunne være så højt som 25.
Lakes yngre bror, Anders, var forsvundet i 1983 og var formodet død, ligesom Karl Gunnar, en ven af Lake fra hans militære dage; disse to blev fundet på ranchen i september 1992.